# ميديا (فريولي فينيتسيا جوليا)
ميديا ( (بالسلوفينية: Medeja)‏، أو Migjee، (بالألمانية: Mödan)‏ هي بلدية تقع في مقاطعة غوريزيا في منطقة فريولي فينيتسيا جوليا الإيطالية. تقع على بعد قرابة 45 كيلومتر (28 ميل) شمال غرب ترييستي و15 كيلومتر (9 ميل) غرب غوريزيا. في 31 ديسمبر 2004 كان عدد سكانها 918 نسمة وتبلغ مساحتها 7.3 كيلومتر مربع (2.8 ميل2).
تقع ميديا على حدود البلديات التالية: Chiopris-Viscone وكورمون وماريانو دل فريولي ورومان ديسونزو وسان فيتو دل توري.